# Over Drive (GARNET CROWの曲)
『Over Drive』（オーヴァー・ドライヴ）は、GARNET CROWの31枚目のシングル。2010年4月14日にGIZA studioから発売された。

## 解説
メジャーデビュー10周年を迎えたGARNET CROWにとって、10周年目第1弾目となるシングルであり、『名探偵コナン 天空の難破船』の劇場版主題歌に起用された。テレビアニメにおいては、『名探偵コナン 天空の難破船』公開当時までのオープニングおよびエンディングテーマの起用曲数の合計が最多でありながら、これまで一度も劇場版アニメでの起用がなかったが、本作で初の起用となった。
前作に続き、初回限定盤（CD+DVD）と通常盤（CDのみ）の2形態での発売となる。初回限定盤のDVDには、「As the Dew」のミュージッククリップのディレクターズカット版が収録される。また、通常盤にはGARNET CROWオリジナル待受プレゼント用のQRコードが付属する。いずれもジャケット写真やデザインなどが異なるが、CDの収録内容は同一である。
本作はタイアップとなった『名探偵コナン 天空の難破船』とのコラボレーションにより、特設ページが開設された。また公式サイトでは、記載されているQRコードにアクセスすると、「Over Drive」の劇場版公開バージョンの無料着うたがダウンロードできるキャンペーンが行われた。
オリコンチャートにおける週間シングルランキングでは、初登場4位を記録。2002年発表の「夢みたあとで」と2007年発表の「風とRAINBOW／この手を伸ばせば」で記録した最高位6位を更新した。

## 収録曲
- 全作詞：AZUKI七 / 作曲：中村由利 / 編曲：古井弘人

1. Over Drive [4:23]
全国東宝系公開劇場版アニメ映画『名探偵コナン 天空の難破船』主題歌[1]
作曲を担当した中村由利は本曲が採用されるまでに4曲を作り直しており（採用曲は5曲目）、採用通知が来るまでの間を「（合格発表を待つ）受験生の気分」「（不採用だったときを考えると）担当者からの（返事の）電話は聞けなかった（＝留守番電話の録音通知を聞いた）」と語っている。
劇場版で使用されたバージョンはイントロが存在せず、中村のアカペラで始まる。このバージョンはアルバム『parallel universe』の通常盤にボーナストラックとして収録された。
2. la-la-la それから1・2・3 [4:46]
テレビ東京系『ゴルフの真髄』エンディングテーマ
3. Over Drive -Instrumental-

### DVD（初回限定盤のみ）
1. As the Dew -Director's Cut-

## 収録アルバム
Over Drive
- parallel universe
- THE BEST OF DETECTIVE CONAN 4 〜名探偵コナン テーマ曲集4〜
- THE ONE 〜ALL SINGLES BEST〜
- GARNET CROW REQUEST BEST
- 劇場版 名探偵コナン 主題歌集 〜“20”All Songs〜